# Torneig de les Cinc Nacions 1997
El Torneig de les Sis Nacions 1997 va ser el 68a edició en el format de cinc nacions i el 103a tenint en compte les edicions del Home Nations Championship. Deu partits es van jugar durant 5 caps de setmana del 18 de gener al 15 de març. El partit crucial per la resolució del torneig fou l'Anglaterra versus França a Twickenham, on inexplicablement els anglesos varen desaprofitar un avantatge de 20-6 amb tan sols un quart del partit per jugar, i foren derrotats per França. França guanyaria el seu primer Grand Slam en deu anys; mentre que Anglaterra es va endur la Triple Corona. Fou la darrera edició en què França va jugar els seus partits al Parc dels prínceps, des d'aquell any la selecció del gall juga com a local a l'Stade de France.

## Participants
the teams involved were:
| Nació      | Seu              | Ciutat   | Entrenador         |
| ---------- | ---------------- | -------- | ------------------ |
| Anglaterra | Twickenham       | Londres  | Jack Rowell        |
| França     | Parc des Princes | París    | Jean-Claude Skrela |
| Irlanda    | Lansdowne Road   | Dublín   | Brian Ashton       |
| Escòcia    | Murrayfield      | Edimburg | Jim Telfer         |
| Gal·les    | National Stadium | Cardiff  | Kevin Bowring      |

## Taula
| Posició | Nació      | Partits | Partits  | Partits | Partits | Punts   | Punts     | Punts      | Taula de punts |
| Posició | Nació      | Jugats  | Guanyats | Empats  | Perduts | A favor | En contra | Diferència | Taula de punts |
| ------- | ---------- | ------- | -------- | ------- | ------- | ------- | --------- | ---------- | -------------- |
| 1       | França     | 4       | 4        | 0       | 0       | 129     | 77        | +52        | 8              |
| 2       | Anglaterra | 4       | 3        | 0       | 1       | 141     | 55        | +86        | 6              |
| 3       | Gal·les    | 4       | 1        | 0       | 3       | 94      | 106       | −12        | 2              |
| 4       | Escòcia    | 4       | 1        | 0       | 3       | 90      | 132       | −42        | 2              |
| 5       | Irlanda    | 4       | 1        | 0       | 3       | 57      | 141       | −84        | 2              |

## Results

### Jornada 1
| Irlanda         | 15 – 32 (12-12) | França                                                                      | 18 gener 1997 15:00 - Lansdowne Road, Dublín Assistència: 53,000 espectadors Àrbitre: Andre Watson (Sud-àfrica) |
| Pen: Elwood (5) | [Report]        | Assaigs: Galthié Venditti (3) Con: T Castaignède (3) Pen: T Castaignède (2) | 18 gener 1997 15:00 - Lansdowne Road, Dublín Assistència: 53,000 espectadors Àrbitre: Andre Watson (Sud-àfrica) |

| Escòcia                                                           | 19 – 34 (13-10) | Gal·les                                                                               | 18 gener 1997 15:00 - Murrayfield, Edimburg Assistència: 67,500 espectadors Àrbitre: Bertie Smith (Irlanda) |
| Assaig: S Hastings Con: Shepherd Pen: Shepherd (3) Drop: Chalmers | [Report]        | Assaigs: I Evans N Jenkins S Quinnell A Thomas Con: N Jenkins (4) Pen: N. Jenkins (2) | 18 gener 1997 15:00 - Murrayfield, Edimburg Assistència: 67,500 espectadors Àrbitre: Bertie Smith (Irlanda) |

### Jornada 2
| Anglaterra                                                                               | 41 – 13 (16-10) | Escòcia                                          | 1 febrer 1997 - Twickenham, Londres Assistència: 75,000 espectadors Àrbitre: Paddy O'Brien (Nova Zelanda) |
| Assaigs: Penalty Assaig Carling de Glanville Gomarsall Con: Grayson (3) Pen: Grayson (5) | [Report]        | Assaig: Eriksson Con: Shepherd Pen: Shepherd (2) | 1 febrer 1997 - Twickenham, Londres Assistència: 75,000 espectadors Àrbitre: Paddy O'Brien (Nova Zelanda) |

| Gal·les                                                               | 25 – 26 (10-20) | Irlanda                                                     | 1 febrer 1997 - National Stadium, Cardiff Assistència: 75,000 espectadors Àrbitre: Wayne Erickson (Austràlia) |
| Assaigs: I Evans (2) S Quinnell Con: N Jenkins (2) Pen: N Jenkins (2) | [Report]        | Assaigs: Bell Hickie Miller Con: Elwood (1) Pen: Elwood (3) | 1 febrer 1997 - National Stadium, Cardiff Assistència: 75,000 espectadors Àrbitre: Wayne Erickson (Austràlia) |

### Jornada 3
| França                                                                          | 27 – 22 (20-10) | Gal·les                                                            | 15 febrer 1997 15:00 - Parc des Princes, París Assistència: 46,000 espectadors Àrbitre: Peter Marshall (Austràlia) |
| Assaigs: Leflamand (2) Merle Venditti Con: Aucagne (1) Dourthe (1) Pen: Aucagne | [Report]        | Assaigs: Bateman Howley G Thomas Con: N Jenkins (2) Pen: N Jenkins | 15 febrer 1997 15:00 - Parc des Princes, París Assistència: 46,000 espectadors Àrbitre: Peter Marshall (Austràlia) |

| Irlanda         | 6 – 46   | Anglaterra                                                                                   | 15 febrer 1997 15:00 - Lansdowne Road, Dublín Assistència: 51,898 espectadors Àrbitre: Colin Hawke (Nova Zelanda) |
| Pen: Elwood (2) | [Report] | Assaigs: Gomarsall R Hill Sleightholme (2) T Underwood (2) Con: Grayson (2) Pen: Grayson (4) | 15 febrer 1997 15:00 - Lansdowne Road, Dublín Assistència: 51,898 espectadors Àrbitre: Colin Hawke (Nova Zelanda) |

### Jornada 4
| Anglaterra                                       | 20 – 23 (14-6) | França                                                                         | 1 març 1997 15:00 - Twickenham, Londres Assistència: 75,000 espectadors Àrbitre: Jim Fleming (Escòcia) |
| Assaig: Dallaglio Pen: Grayson (4) Drop: Grayson | [Report]       | Assaigs: Lamaison Leflamand Con: Lamaison (2) Pen: Lamaison (2) Drop: Lamaison | 1 març 1997 15:00 - Twickenham, Londres Assistència: 75,000 espectadors Àrbitre: Jim Fleming (Escòcia) |

| Escòcia                                                                    | 38 – 10  | Irlanda                                      | 1 març 1997 15:00 - Murrayfield, Edimburg Assistència: 67,500 espectadors Àrbitre: Gareth Simmonds (Gal·les) |
| Assaigs: Stanger Tait Townsend Walton Weir Con: Shepherd (5) Pen: Shepherd | [Report] | Assaig: Hickie Con: Humphreys Pen: Humphreys | 1 març 1997 15:00 - Murrayfield, Edimburg Assistència: 67,500 espectadors Àrbitre: Gareth Simmonds (Gal·les) |

### Jornada 5
| França                                                                                        | 47 – 20 (26-13) | Escòcia                                               | 15 març 1997 15:00 - Parc des Princes, París Assistència: 49,000 espectadors Àrbitre: Ed Morrison (Anglaterra) |
| Assaigs: Benazzi Leflamand Magne Tournaire Con: Lamaison (3) Pen: Lamaison (6) Drop: Sadourny | [Report]        | Assaigs: Tait (2) Con: Shepherd (2) Pen: Shepherd (2) | 15 març 1997 15:00 - Parc des Princes, París Assistència: 49,000 espectadors Àrbitre: Ed Morrison (Anglaterra) |

| Gal·les                                        | 13 – 34  | Anglaterra                                                                    | 15 març 1997 15:00 - National Stadium, Cardiff Assistència: 53,000 espectadors Àrbitre: Joëll Dumé (França) |
| Assaig: Howley Con: J Davies Pen: J Davies (2) | [Report] | Assaigs: de Glanville R Hill Stimpson T Underwood Con: Catt (4) Pen: Catt (2) | 15 març 1997 15:00 - National Stadium, Cardiff Assistència: 53,000 espectadors Àrbitre: Joëll Dumé (França) |